# スタシック (小惑星)
スタシック (4131 Stasik) は、小惑星帯に位置する小惑星である。アンドリュー・ノイマーが、オーストラリアのサイディング・スプリング天文台で発見した。
発見者が天文学を志すきっかけとなった、マサチューセッツ州ウェストンのミドルスクールの科学教師、ジョン・S・スタシックに因んで名付けられた。